# Nouldayna (Gobo)
Pour les articles homonymes, voir Nouldayna.
Noudayna (ou Nouldaina) est un village du Cameroun situé dans la région de l'Extrême-Nord, le département du Mayo-Danay et l'arrondissement de Gobo. Ce village est limité au nord par le village Yakréo, à l’Est par le village Nayguissia, au Sud par Dobona et à l’Ouest par Fangue. Ce village fait partie du canton de Bougoudoum, l'un des deux cantons de l'arrondissement de Gobo.

## Population
En 1967, Nouldayna comptait 1 509 habitants, principalement des Massa. La localité disposait d'une école publique et d'une mission protestante.
Lors du recensement de 2005 (RGPH3), 2 481 personnes y ont été dénombrées.